# Croton tardiflorens
Croton tardiflorens är en törelväxtart som beskrevs av Jacques Désiré Leandri. Croton tardiflorens ingår i släktet Croton och familjen törelväxter. Inga underarter finns listade i Catalogue of Life.